# Piampatara ocreata
Piampatara ocreata là một loài bọ cánh cứng trong họ Cerambycidae.